# Plánovač cest
Plánovač cest (plánovač tras) je softwarový nástroj, který umožňuje plánovat cesty s využitím mapových a dalších dat. Pro použití v reálném čase může být propojen s GPS lokalizací a průběžnou navigací. Může být vázán na specializované technické zařízení (infostojan, navigační přístroj) nebo použitelný na univerzálních zařízeních (stolní počítač, smartphone apod.). Může být zaměřen na jeden druh dopravy nebo kombinovat více způsobů. Může být zaměřen na dopravu z jednoho místa do druhého místa, nebo na hledání cest propojujících více bodů či úseků, včetně cest okružních. Algoritmy pro sestavování tras zpravidla využívají teorie grafů. Typicky je plánování cest propojeno s mapovými službami, některé typy plánovačů (například vyhledávač spojení v jízdních řádech) však na ně přímo napojeny být nemusí.
Mezi významné typy plánovačů cest patří:
- vyhledávač spojení – v základní verzi umí vyhledat podle jízdních řádů spojení mezi dvěma stanicemi či zastávkami, s možností určení přestupních nebo průjezdních bodů. Pokročilejší verze mohou být doplněny o vyhledávání návazných a přestupních pěších tras a navigaci po nich, o dynamické sledování provozu veřejné dopravy a využití údajů o zpožděních, výpadcích, odklonech atd., případně integrovány do pokročilejších mapových nebo plánovacích služeb.
- automobilová navigace – základním účelem je najít optimální spojení do cílového místa a navigace během cesty. Může mít specializované verze či režimy podle kategorie vozidla, účelu cesty či preferencí uživatele (důraz na rychlost cesty, spotřebu pohonných hmot či jiná kritéria). Standardem se již stalo dynamické využívání aktuálních informací z provozu.
- turistická navigace a turistické plánovače (plánovače výletů) – plánování pěších nebo cyklistických turistických cest je zaměřeno spíše na nalezení a propojení atraktivních úseků nebo průchozích bodů, častěji zde vzniká potřeba naplánovat okružní trasu, při použití v terénu hraje významnou roli lokalizační a navigační schopnost a funkčnost i v místech bez mobilního signálu.
- plánovače rozvozů a svozů, doručovacích, servisních a podobných cest konaných nákladními, dodávkovými nebo speciálními vozidly. Jde o sofistikované programové nástroje, které vyhledají optimální spojení mezi výchozím a jedním nebo mnoha cílovými místy. Přitom zohledňují technické limity vozidla, dopravní vlastnosti a omezení tras, plánovaný čas doručení jednotlivých zásilek nebo provedení jednotlivých úkonů, aktuální kapacitu vozidla, uložení zásilek na ložné ploše a mnoho dalších parametrů. Trasy mohou být optimalizovány i na projetí určitých úseků (úklid komunikací, snímkování). Trasy lze plánovat tak, že se přísun objednávek ukončí a trasa naplánuje (režim next day delivery), nebo průběžně, kdy nově příchozí objednávky do posledního okamžiku sestavované trasy formují. Režim same day delivery[1] je typický pro expresní přepravu jídel nebo léků a ve srovnání s režimem next day delivery náročnější na výpočet i organizaci.